# Chris Sharp
Pour les articles homonymes, voir Sharp.
Chris Sharp (né le 19 juin 1986 à Liverpool) est un footballeur écossais évoluant au poste d'attaquant dans le club anglais de Telford United.

## Biographie

### Carrière en club
Après avoir joué dans plusieurs équipes du pays de Galles, comme Rhyl, Bangor City et The New Saints, il découvre le championnat anglais durant l'été 2011 en s'engageant avec le club de Telford United.

### Compétitions européennes
Il fait ses débuts en Ligue des champions le 13 juillet 2010 à l'occasion de la rencontre Bohemian FC-TNS (défaite 1-0).

## Palmarès

### En club
Rhyl FC
- Coupe du pays de Galles
  - Vainqueur : 2006.

Bangor City
- Coupe du pays de Galles
  - Vainqueur : 2009 et 2010.
- Coupe de la Ligue
  - Vainqueur : 2009.

The New Saints
- Coupe de la Ligue
  - Vainqueur : 2011.

## Statistiques
| Saison      | Club           | Pays                 | Championnat         | Coupes nationales | Coupes européennes                    |
| ----------- | -------------- | -------------------- | ------------------- | ----------------- | ------------------------------------- |
| 2010 - 2011 | The New Saints | Welsh Premier League | 23 matchs / 12 buts | 3 matchs / 2 buts | 4 matchs / 1 but (C1) + 2 matchs (C3) |
| 1999 - 2000 | The New Saints | Welsh Premier League | 3 matchs            | -                 | 4 matchs (C3)                         |
| 1999 - 2000 | Telford United | Conference National  | 33 matchs / 11 buts | 1 match           | -                                     |

Dernière mise à jour le 8 avril 2012